# Падај сило и неправдо
„Падај сило и неправдо“ је хрватска и југословенска револуцинарна песма инспирисана Хварском буном, која је певана у Другом светском рату. Песма је постала још популарнија после њеног извођења у југословенском филму Битка на Неретви. Бијело дугме је такође искористило прву строфу као увод у песму „Пљуни и запјевај моја Југославијо“ на истоименом албуму.
Песму је, под насловом Слободарка, пре Првога светског рата написао политичар Јосип Смодлака, тада вођа Хрватске демократске странке (касније и повереник за спољне послове у првој партизанској влади Југославије, НКОЈ-у.

## Текст
Падај сило и неправдо,

Народ ти је судит зван.

Бјеж'те од нас ноћне тмине,

Свануо је и наш дан.

Право наше уграбљено,

Амо натраг дајте нам!

Не дате ли, не молимо,

Узет ће га народ сам.

Градове смо вам подигли,

И палаче градили.

Одувијек смо робље били,

И за вас смо радили.

Невоља ће бити вела,

По палацин тврдими,

Кад видите да са села,

с машклинима гремо ми.

Настати ће ново доба,

Матија Иванићу.

Устати ћеш ти из гроба,

С тобом у бој поћи ћу!

Застава ће нова вити,

Изнад наших глава тад.

Радник, сељак, једно бити,

Исти им је труд и рад!

## Занимљиво
- У дргој верзији песме име Матија Иванић је замењено са Владимир Иљич.
- Прву строфу офе песме под називом „Прелидијум“, на албуму Бијелог дугмета „Пљуни и запјевај моја Југославијо“, отпевао је генерал Светозар Вукмановић Темпо, народни херој, и група штићеника дома за напуштену децу „Љубица Ивезић“ из Сарајева.